# Ezdrasz (postać biblijna)

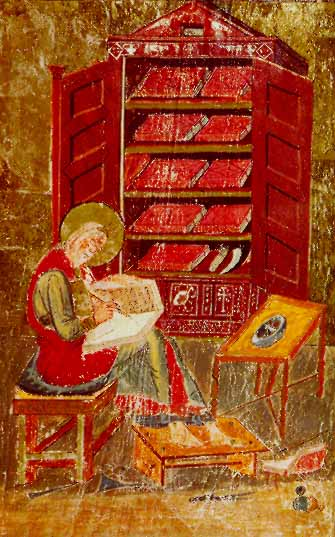
Wizerunek Ezdrasza na karcie 5 r w Kodeksie Amiatinus.

Ezdrasz (hebr. ‏עֶזְרָא‎, stgr. Ἔσδρας, Esdras) – kapłan żydowski, jeden z przywódców Żydów po powrocie z niewoli babilońskiej, znany jako zawodowy przepisywacz tekstu Prawa Mojżeszowego, święty Kościoła katolickiego. Miał znaczący wkład w skompletowanie i zachowanie tekstu Starego Testamentu.
Jest on jednym z głównych bohaterów Księgi Ezdrasza, Księgi Nehemiasza (nazywanej też 2 Księgą Ezdrasza) i dwóch apokryfów: 3 i 4 Księgi Ezdrasza.
Ezdrasz jest uznawany za głównego redaktora pierwszych pięciu ksiąg Biblii, który miał dostęp do źródeł wchodzących w ich skład. Dzięki swoim prerogatywom skompilował je i nadał tym księgom obecny kształt.
W Martyrologium Romanum wspominany jest 13 lipca.